# منطقه مرکزی (اریتره)
منطقه مرکزی (به عربی: المنطقة المرکزیة) یکی از منطقه‌های شش‌گانه اریتره است.

## خصوصیات
منطقه مرکزی ۱٬۳۰۰ کیلومترمربع مساحت و ۱٬۰۵۳٬۲۵۴ نفر جمعیت دارد.